# Brezje (Mozirje, Slovenija)
Brezje je naselje u slovenskoj Općini Mozirju. Brezje se nalazi u pokrajini Štajerskoj i statističkoj regiji Savinjskoj. 

## Stanovništvo
Prema popisu stanovništva iz 2002. godine naselje je imalo 230 stanovnika.